# Ginástica artística nos Jogos Pan-Americanos de 2007 - Equipes masculinas
A final por equipes masculinas da ginástica artística nos Jogos Pan-Americanos de 2007 foi realizada no dia 14 de julho de 2007 e contou com a participação das sete equipes.

## Medalhistas
|  | PUR Porto Rico |  | BRA Brasil                                                                         |  | USA Estados Unidos                                                                        |
|  | Rafael Morales Casado Reinaldo Oquendo Flores Tommy Ramos Nin Luis Rivera Alexander Rodríguez Colón Luis Vargas Velázquez |  | Luis Anjos Diego Hypólito Danilo Nogueira Mosiah Rodrigues Victor Rosa Adan Santos |  | Guillermo Alvarez David Luca Durante Sean Golden Joey Hagerty Justin Spring Todd Thornton |

## Qualificação
Devido a participação reduzida de nações, não houve a fase de classificação. Os resultados da final foram obtidos diretamente da Competição I, na qual classificaram-se os ginastas para as finais por aparelhos e do individual geral.

## Final
| Pos.              | Equipe                    |        |        |        |        |        |        | Total   |
| ----------------- | ------------------------- | ------ | ------ | ------ | ------ | ------ | ------ | ------- |
| Medalha de ouro   | PUR Porto Rico            | 58,100 | 59,250 | 59,200 | 62,950 | 57,250 | 57,150 | 353,900 |
|                   | Rafael Morales Casado     | 14,350 | 14,650 |        | 15,700 |        | 0,000  | 353,900 |
|                   | Reinaldo Oquendo Flores   | 13,850 | 13,900 | 14,300 |        | 13,550 |        | 353,900 |
|                   | Tommy Ramos Nin           |        |        | 15,150 |        | 14,550 | 14,000 | 353,900 |
|                   | Luis Rivera               | 14,600 | 15,100 | 15,100 | 15,750 | 14,300 | 13,800 | 353,900 |
|                   | Alexander Rodríguez Colón | 14,800 | 14,800 | 12,800 | 15,800 | 13,750 | 15,200 | 353,900 |
|                   | Luis Vargas Velázquez     | 14,350 | 14,750 | 14,650 | 15,700 | 14,650 | 14,150 | 353,900 |
| Medalha de prata  | BRA Brasil                | 60,450 | 55,850 | 58,450 | 63,150 | 58,650 | 57,050 | 353,600 |
|                   | Luis Anjos                | 14,600 | 13,600 | 14,850 | 15,050 | 15,050 | 14,300 | 353,600 |
|                   | Diego Hypólito            | 15,900 | 13,600 |        | 16,100 |        |        | 353,600 |
|                   | Danilo Nogueira           |        | 14,100 | 15,000 |        | 14,350 | 14,450 | 353,600 |
|                   | Mosiah Rodrigues          | 15,100 | 14,250 | 12,650 | 15,600 | 14,600 | 14,400 | 353,600 |
|                   | Victor Rosa               | 14,850 | 13,900 | 14,000 | 15,650 | 14,650 | 13,900 | 353,600 |
|                   | Adan Santos               | 14,100 |        | 14,600 | 15,800 | 14,350 | 11,500 | 353,600 |
| Medalha de bronze | USA Estados Unidos        | 58,900 | 54,400 | 59,300 | 64,050 | 59,700 | 56,950 | 353,300 |
|                   | Guillermo Alvarez         | 15,050 | 13,150 | 14,750 | 15,800 | 14,800 | 13,400 | 353,300 |
|                   | David Luca Durante        | 14,100 | 13,500 | 14,900 | 15,400 | 14,750 | 14,000 | 353,300 |
|                   | Sean Golden               | 14,250 |        | 15,450 | 16,350 |        |        | 353,300 |
|                   | Joey Hagerty              | 14,450 | 13,950 |        |        | 14,600 | 13,900 | 353,300 |
|                   | Justin Spring             | 15,150 |        |        | 16,400 | 15,550 | 14,650 | 353,300 |
|                   | Todd Thornton             |        | 13,800 | 14,200 | 15,550 | 14,300 | 14,400 | 353,300 |
| 4                 | VEN Venezuela             | 57,650 | 54,450 | 60,650 | 61,950 | 57,700 | 55,150 | 347,550 |
|                   | Iván Tovar                |        | 13,050 |        |        | 14,600 | 13,600 | 347,550 |
|                   | Carlos Carbonell          | 14,450 | 13,050 | 15,000 | 15,700 | 14,100 | 13,050 | 347,550 |
|                   | Regulo Carmona            |        |        | 16,200 | 14,950 |        |        | 347,550 |
|                   | Fernando Fuentes          | 14,350 | 13,850 | 14,200 | 15,850 | 14,150 | 13,400 | 347,550 |
|                   | José Luis Fuentes         | 14,800 | 14,500 | 15,250 | 15,450 | 14,850 | 14,300 | 347,550 |
|                   | Adickxon Trejo            | 14,050 | 12,100 |        | 14,600 | 13,900 | 13,850 | 347,550 |
| 5                 | CUB Cuba                  | 56,600 | 53,150 | 56,100 | 62,400 | 57,200 | 55,250 | 340,700 |
|                   | Irving Arroyo             | 14,300 | 13,100 | 13,550 | 15,550 | 14,300 | 14,350 | 340,700 |
|                   | Carlos Manuel Campaña     | 13,050 | 12,050 |        | 15,600 | 14,750 | 14,100 | 340,700 |
|                   | Gerardo Medina            | 15,000 | 14,350 | 15,000 | 15,750 | 14,750 | 13,800 | 340,700 |
|                   | Adriel Quintana           |        |        | 13,150 | 15,100 |        |        | 340,700 |
|                   | Fidel Silot               | 13,800 | 12,100 | 13,850 |        | 12,450 | 12,900 | 340,700 |
|                   | Reynier Villardis         | 13,500 | 13,600 | 13,700 | 15,550 | 13,400 | 13,000 | 340,700 |
| 6                 | COL Colômbia              | 54,900 | 55,600 | 55,050 | 60,500 | 57,950 | 54,900 | 338,900 |
|                   | James Brochero            | 14,200 | 13,000 | 12,550 | 15,600 | 13,650 | 12,300 | 338,900 |
|                   | Deyvi García Castellanos  | 13,200 | 12,150 | 13,550 | 14,850 | 14,250 | 13,350 | 338,900 |
|                   | Jorge Hugo Giraldo        | 14,500 | 14,900 | 14,900 | 15,300 | 15,100 | 14,400 | 338,900 |
|                   | Didier Lugo Sichaca       | 12,500 | 13,900 | 14,050 | 14,750 | 14,150 | 13,200 | 338,900 |
|                   | Fabián Mesa Galvis        | 13,000 | 13,800 | 11,900 | 14,550 | 14,450 | 14,000 | 338,900 |
| 7                 | CAN Canadá                | 55,700 | 49,300 | 55,050 | 61,000 | 56,200 | 56,100 | 333,350 |
|                   | Jayd Lukenchuk            | 14,050 | 11,800 |        | 15,250 | 13,900 | 13,400 | 333,350 |
|                   | Pat McElroy               | 14,150 | 12,800 | 13,600 | 15,200 |        | 14,100 | 333,350 |
|                   | Aj Rayment                | 13,300 | 11,400 | 13,300 | 14,700 | 13,700 |        | 333,350 |
|                   | Hugh Smith                | 14,100 | 11,300 | 13,100 | 15,650 | 13,600 | 13,750 | 333,350 |
|                   | Jared Walls               |        | 13,300 | 14,100 |        | 14,300 | 14,550 | 333,350 |
|                   | Peter Andersen            | 13,400 |        | 14,050 | 14,900 | 14,300 | 13,700 | 333,350 |